# 디케이시아
디케이시아(Decasia)는 미국에서 제작된 빌 모리슨 감독의 2002년 다큐멘터리 영화이다. 윌리엄 S. 하트 등이 주연으로 출연하였고 빌 모리슨 등이 제작에 참여하였다.

## 출연

### 주연
- 윌리엄 S. 하트